# Hannekemaaier

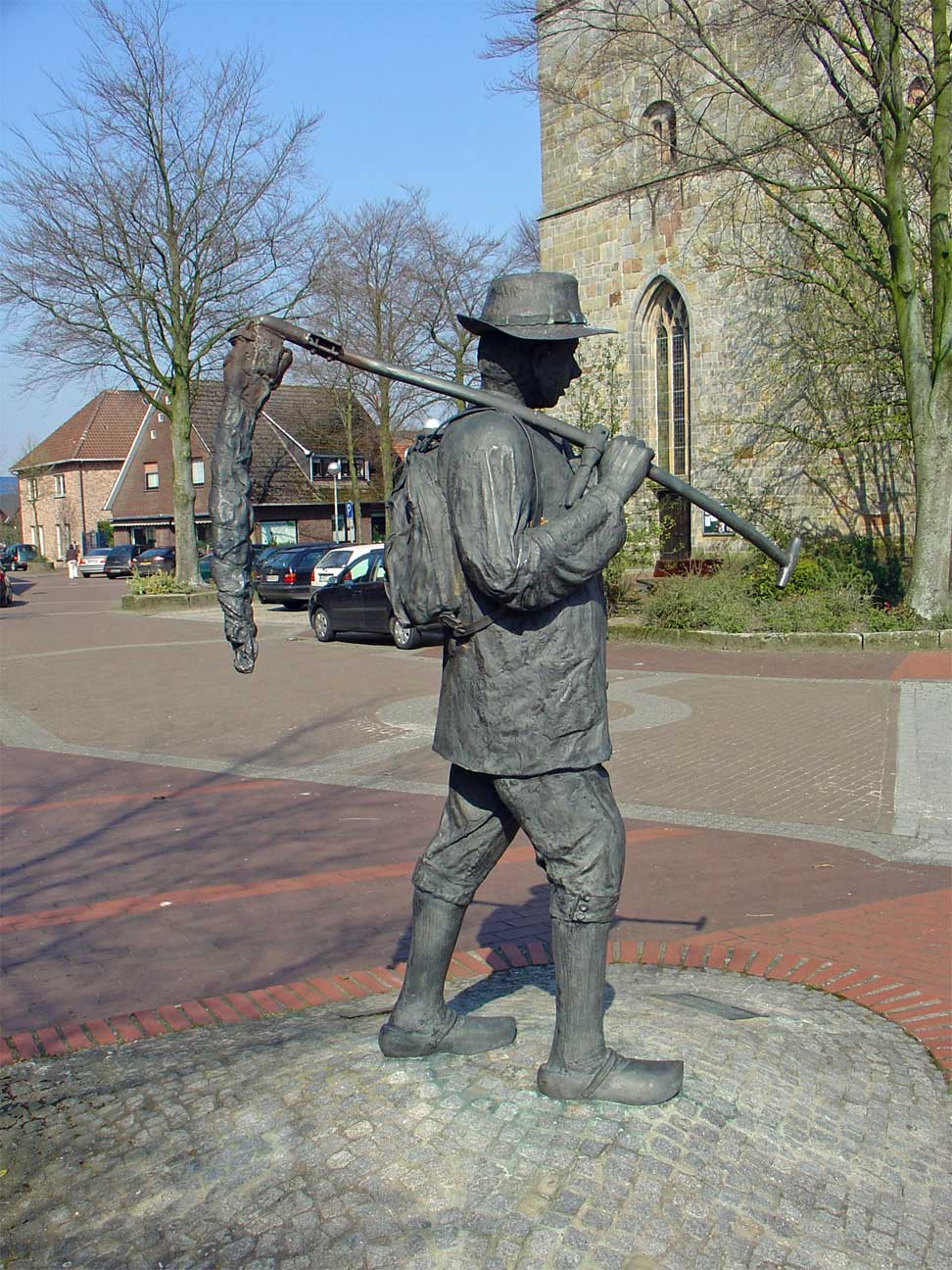
Een hannekemaaier (of in het Duits: Hollandgänger of Piekmäijer) in Uelsen, beeld van Leo Janischowsky + partner (1997)

De hannekemaaiers waren seizoenarbeiders uit Duitsland (voornamelijk uit Westfalen en het Graafschap Lingen in de zeventiende tot en met de negentiende eeuw) die in de zomer te voet naar Nederland kwamen om op het land te werken. De term hannekemaaier is afkomstig van de naam Johannes, doorgaans afgekort tot Hannes en is ontleend aan de dag van traditionele indiensttreding, Sint Johannesdag (24 juni). Een andere benaming is grasmof.
De eerste hannekemaaiers kwamen om gras te maaien. Omdat Nederlanders geïnteresseerd waren in Duitse koopwaar begonnen sommige Hollandgangers die mee te nemen in op de rug gedragen manden. In Groningen werden ze kiepkeerls en Veelnks (Westfalingers) genoemd. Naar schatting 140.000 uit het huidige Duitsland afkomstige hannekemaaiers hebben zich tussen 1815 en 1850 blijvend in Nederland gevestigd.

## Volksverhalen
In Nederlandse volksverhalen komt de hannekemaaier veelvuldig voor. Hij wordt vaak uitgebeeld als een wat dommig figuur. Er bestaan veel verhalen over "Hans Hannekemaaier" uit Münsterland. Hij speelt soms een rol vergelijkbaar met Tijl Uilenspiegel.

## Wanderziegler

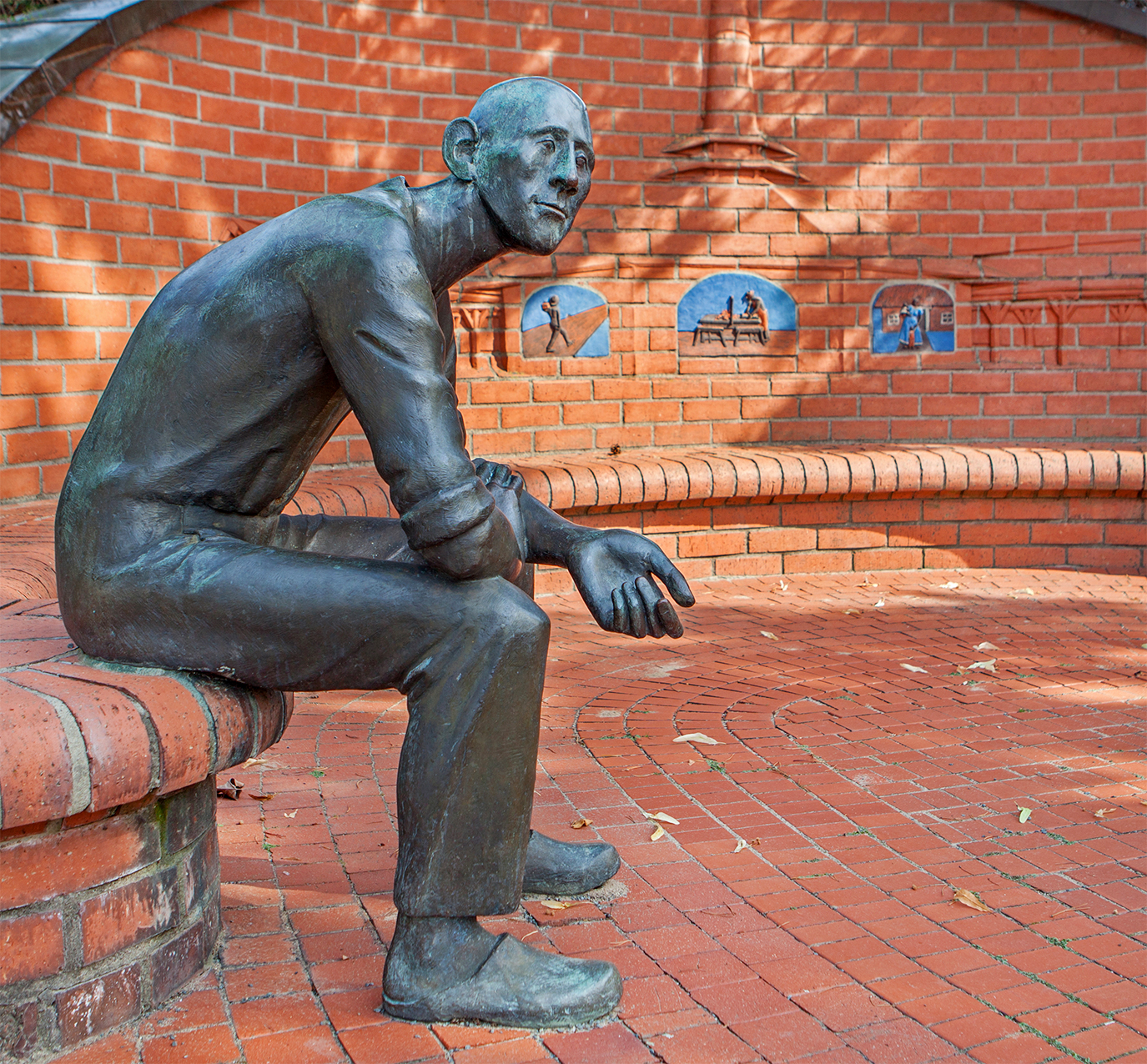
Monument van een Wanderziegler (steenbakker) te Kalldorf, gemeente Kalletal
- Rogge maaien met de zeis

Uit het vorstendom Lippe kwamen zogenoemde Wanderziegler periodiek naar vooral Nederland, maar ook wel naar Denemarken en het uiterste noordwesten van Duitsland, om in steenfabrieken te werken. De armoede in dit vorstendom was vanaf de late 17e eeuw tot omstreeks 1900 groter dan in aangrenzende streken in het huidige Duitsland. Het kwam wel voor, dat  het grootste deel van de tot werken in staat zijnde mannen uit het Lippeland op deze wijze aan de kost moest komen. Meestal trokken de mannen rond 1 april weg en keerden rond 1 november weer terug naar huis. Bericht wordt, dat in 1865 wel tienduizend mannen uit Lippe op deze wijze als arbeidsmigrant werkzaam waren. De werkdagen waren lang, soms wel 16 uur.  Beloning geschiedde in de vorm van stukloon.